# Jewgeni Wassiljewitsch Aleinikow
Jewgeni Wassiljewitsch Aleinikow (russisch Евгений Васильевич Алейников; * 29. Mai 1967 in Ordschonikidse, Russische SFSR; † 7. Dezember 2024) war ein russischer Sportschütze.

## Erfolge
Jewgeni Aleinikow nahm an den Olympischen Spielen 1996 in Atlanta und 2000 in Sydney teil. 1996 verpasste er mit 692,9 Punkten als Viertplatzierter knapp einen Medaillengewinn mit dem Luftgewehr. Vier Jahre darauf zog er erneut ins Finale ein und beendete den Wettkampf mit 693,8 Punkten hinter Cai Yalin und Artjom Chadschibekow auf dem Bronzerang. Er startete außerdem mit dem Kleinkalibergewehr im Dreistellungskampf, den er mit 1265,5 Punkten auf dem siebten Platz beendete. Bei Weltmeisterschaften sicherte er sich zunächst 1991 in Stavanger in der Einzel- und der Mannschaftskonkurrenz mit dem Luftgewehr die Silbermedaille. 1998 wurde er in Barcelona mit der Mannschaft ebenso Weltmeister wie 2002 in Lahti. Zudem gewann er 2002 im Einzel die Bronzemedaille.
Er war mit der Sportschützin und Olympiasiegerin Ljubow Galkina verheiratet.